# Julia Vigre García
Julia Vigre García (Madrid, España, 27 de febrero de 1916-Madrid, 27 de junio de 2008) fue una maestra española. Intensa activista socialista, por su labor pedagógica histórica fue condecorada con la Gran cruz de la Orden de Alfonso X el Sabio, en 1988.

## Biografía
Julia Vigre, hija de una carnicero que tenía su establecimiento en la calle de Segovia inició su educación, por prerrogativa ideológica de su padre, en el colegio infantil socialista Salud y Cultura de La Latina, y con quince años fue afiliada a las Juventudes Socialistas. Con 18 años, el 2 de octubre de 1934 concluyó sus estudios de Magisterio en la Escuela Normal de Magisterio Primario, en Madrid. Destinada inicialmente como maestra interina en la escuela de niñas de Valdilecha fue trasladada seis meses después al Grupo Escolar Ramón de la Cruz, militando en la Federación Española de Trabajadores de la Enseñanza.
Durante la Guerra Civil Española desempeñó diferentes labores de ayuda en el Madrid asediado, además de seguir ejerciendo como maestra. También, durante ese periodo, actuó como secretaria del Círculo Socialista de La Latina y en el departamento de Cultura del Comité Provincial de las Juventudes Socialistas Unificadas (JSU), y dirigió la revista Muchachas, en el ámbito del Comité Nacional de la Unión de Muchachas.
Al concluir la guerra, fue detenida, juzgada y condenada a «8 años de inhabilitación para ejercer la profesión y en consejo de Guerra celebrado en mayo de 1940 condenada a 12 años de reclusión que cumplió desde noviembre de dicho año en la prisión de Ávila de donde salió en libertad condicional en enero de 1943». Junto con Carmen Cueli y María Lacrampe organizó en la clandestinidad el grupo autónomo socialista de mujeres dentro del PSOE, siendo detenida en la «redada que desarticuló la Primera Comisión Ejecutiva del PSOE en el interior presidida por Juan Gómez Egido», en abril de 1945, y condenada a dos años de cárcel. Cumplida la pena, continuaría «en contacto con la organización socialista clandestina empleando los nombres de “Alfonsina” y “Honestina”», mientras trabajaba como educadora en el Colegio Hispano Francés de Madrid. En 1960, el ministerio convocó una oposición restringida para maestros depurados, que Julia Vigre superó, ejerciendo desde ese año como maestra nacional en Duratón (Segovia) y Cifuentes (Guadalajara), terminando finalmente en el colegio 1º de abril de Alcorcón (Madrid), donde ejerció como directora hasta su jubilación.
Fue candidata al Congreso de los Diputados por Madrid en las elecciones generales de 1977 sin conseguir el escaño.
Falleció en Madrid a los 92 años de edad.

## Reconocimientos
En 1988, le fue otorgada la Gran cruz de la Orden de Alfonso X el Sabio. En 2000, la Federación de Jubilados de UGT le concedió el II Premio José Prat.